# Anima Christi
Het Anima Christi is een middeleeuws gebed tot Jezus in de traditie van de Katholieke Kerk.
De volgorde van de zinnen in het Anima Christi hebben een sterke band met het katholieke concept van de Heilige Eucharistie (het Lichaam en Bloed van Jezus Christus), het doopsel (water) en de passie van Jezus Christus (Heilige Wonden). In het verleden werd dit gebed onjuist toegeschreven aan St. Ignatius van Loyola, die het had opgenomen in zijn "Geestelijke Oefeningen". Daarom wordt het gebed ook weleens de "Aspiraties van Ignatius van Loyola" genoemd.

## Gebed
| Latijn | Nederlandse vertaling |
| --- | --- |
| Anima Christi, sanctifica me. Corpus Christi, salva me. Sanguis Christi, inebria me. Aqua lateris Christi, lava me. Passio Christi, conforta me. O bone Jesu, exaudi me. Intra tua vulnera absconde me. Ne permittas me separari a te. Ab hoste maligno defende me. In hora mortis meae voca me. Et iube me venire ad te, Ut cum Sanctis tuis laudem te, In saecula saeculorum. Amen | Ziel van Christus, heilig mij Lichaam van Christus, red mij Bloed van Christus, vervul mij Water uit de zijde van Christus, reinig mij Passie van Christus, Sterk mij O goede Jezus, verhoor mij Verstop me in uw wonden Sta me nooit toe U te verlaten Van de kwade vijand, verdedige U mij In het uur van mijn dood, roept U mij Leid me naar U toe opdat ik met de Engelen en Heiligen U mag prijzen Tot in de eeuwen der eeuwen. Amen. |

De tekst van het Anima Christi is door meerdere componisten op muziek gezet.